# New Year Islands
New Year Islands är öar i Australien. De ligger i delstaten Tasmanien, i den sydöstra delen av landet, omkring 460 kilometer nordväst om delstatshuvudstaden Hobart.
Trakten runt New Year Islands är nära nog obefolkad, med mindre än två invånare per kvadratkilometer. Genomsnittlig årsnederbörd är 1 185 millimeter. Den regnigaste månaden är augusti, med i genomsnitt 176 mm nederbörd, och den torraste är februari, med 28 mm nederbörd.